# Algo que decir (programa de televisión)
Algo que decir es un programa de televisión uruguayo conducido por Pablo Fabregat, anteriormente junto a Cecilia Bonino, producido por Kubrick Media y emitido por Teledoce. Fue estrenado el 12 de octubre del año 2018, reemplazando al programa humorístico La columna de la gente, conducido por Varina De Cesare, Juan Hounie y Manuela Da Silveira, emitido en el mismo horario.
La dupla de conductores ya había trabajado juntos en el programa humorístico Sonríe: te estamos grabando, donde se veía lo mejor de la televisión en la semana, con humor e invitados especiales. Fue emitido en el mismo canal hasta el año 2018.

## Formato
Es un programa de encuentro y debate que recibe a figuras del mundo del espectáculo, deporte, política, entre otros. Cada viernes, los conductores son acompañados de cuatro invitados con perfiles muy distintos entre sí, para conversar, opinar y reflexionar sobre las noticias que marcaron la semana y otros temas de la vida cotidiana.
En un principio se emitía desde las 22:15 hasta las 23:30 horas, después de Verdades ocultas y antes de Voces anónimas. En enero del 2019, cambia su horario para las 21:15, tras la mala audiencia de la telenovela anterior, y tras el final de la siguiente, terminando a las 23:00.